# 常盤駅 (岡山県)
常盤駅（ときわえき）は、岡山県倉敷市水島東常盤町にある、水島臨海鉄道水島本線の駅である。駅番号はMR7。
浦田駅 - 三菱自工前駅間の高架化と同時に開業した駅である。

## 歴史
- 1992年（平成4年）9月7日：開業[1]。

## 駅構造
単式ホーム1面1線の高架駅。無人駅である。ホームに直結した出入り口がある。

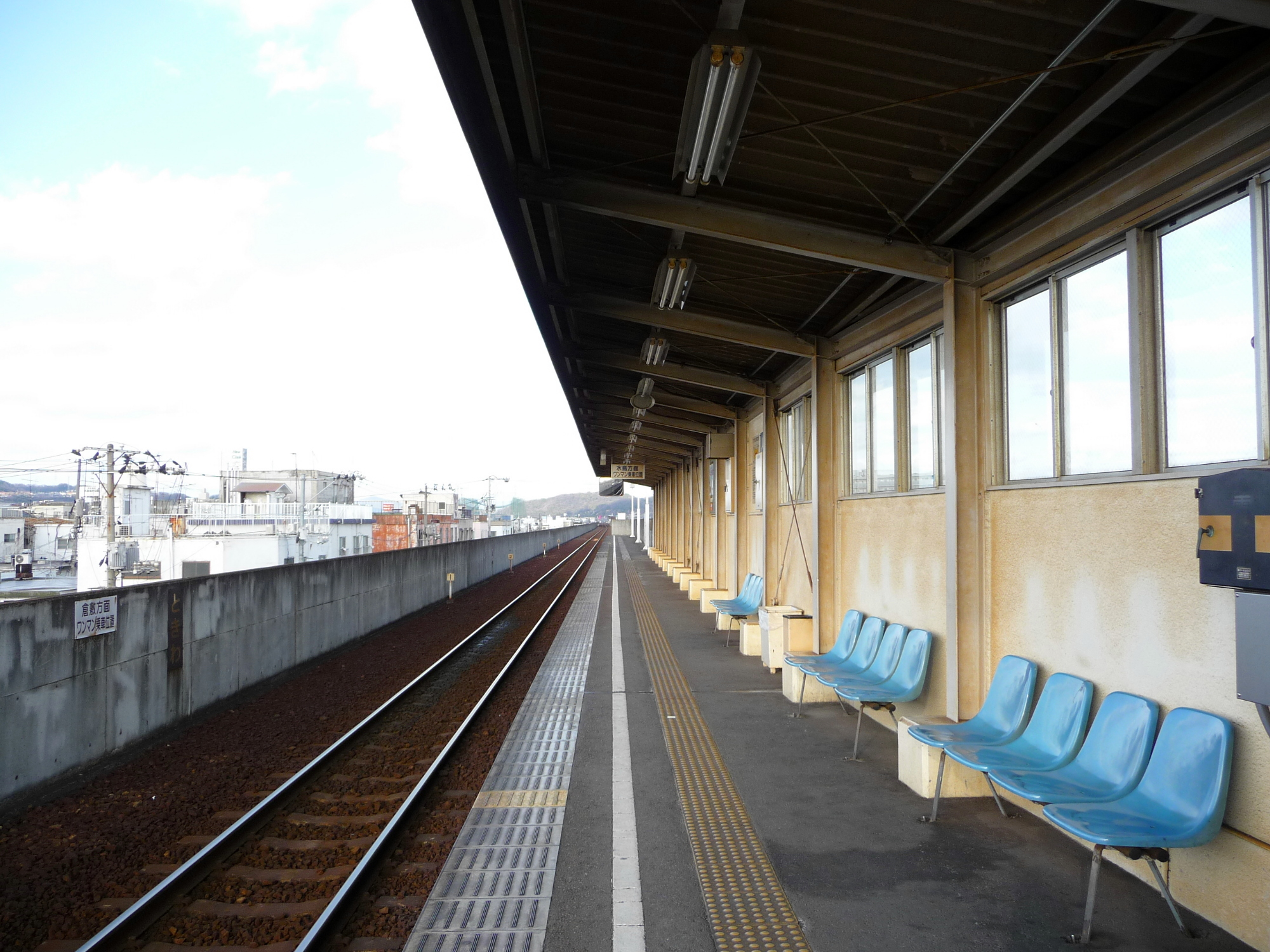
ホーム（2008年12月）

## 利用状況
1日平均乗車人員および乗降人員の推移は下記の通り。
| 年度   | 1日平均 乗車人員 | 1日平均 乗降人員 |
| ------ | ---------------- | ---------------- |
| 1999年 | 133              | 310              |
| 2000年 | 115              | 274              |
| 2001年 | 114              | 289              |
| 2002年 | 112              | 295              |
| 2003年 | 120              | 305              |
| 2004年 | 113              | 291              |
| 2005年 | 106              | 283              |
| 2006年 | 105              | 281              |
| 2007年 | 105              | 290              |
| 2008年 | 102              | 299              |
| 2009年 | 101              | 278              |
| 2010年 | 100              | 270              |
| 2011年 | 146              | 292              |
| 2012年 |                  |                  |
| 2013年 | 159              | 317              |
| 2014年 | 156              | 312              |
| 2015年 | 162              | 323              |
| 2016年 | 176              | 352              |
| 2017年 | 173              | 347              |
| 2018年 | 181              | 363              |
| 2019年 | 200              | 400              |
| 2020年 | 152              | 305              |
| 2021年 | 157              | 314              |
| 2022年 | 183              | 366              |

## 駅周辺
住宅地と商業地がある。駅前にはスーパーマーケットがある。商店もあるが、飲み屋、スナックなどが比較的多い。商店街は駅西側にある。東側はほとんど住宅地である。
- 水島中央公園[3]
  - グラウンド
  - 軟式野球場
  - テニスコート
  - 水島武道館
  - 相撲場
  - プール
- 倉敷市立水島図書館
- 水島中央病院
- ニシナ百貨店本店
- 岡山県道188号水島港線
- 岡山県道428号倉敷西環状線
- 水島彫刻通り[4]
- 八間川通り

## 隣の駅
水島臨海鉄道
■水島本線
栄駅（MR6） - 常盤駅（MR7） - 水島駅（MR8）